# Premio Balzan
El Premio Balzan lo otorga cada año desde 1961 la Fundación Internacional Balzan a científicos y artistas de todo el mundo que destacan por sus contribuciones en los campos de las Ciencias y las Artes. Entre los galardonados se encuentran Paul Hindemith, György Ligeti, Jorge Luis Borges y Karlheinz Böhm.
La fundación, con sede en Milán y Zúrich hace honor al periodista italiano Eugenio Balzan (1874-1953). Su hija, Ángela Balzan, creó la fundación en 1957 en Lugano (Suiza), con la herencia de su padre. 
Eugenio Balzan trabajó inicialmente como periodista para el Corriere della Sera, del que sería más tarde director y copropietario. En 1933 abandonó Italia como resistencia del fascismo, que amenazaba la independencia del Corriere. Hasta su muerte en 1953 residió en Suiza.
En 1961 se entregó el primer Premio Balzan a la Fundación Nobel. Desde 1979 se entregan los premios de la ciencia de forma anual. Cada 3 - 7 años se entrega de forma adicional un Premio Balzan, dotado con 1 millón de francos suizos (aprox. 900.000 euros) para la paz, humanidad y hermandad entre los pueblos. El primer Premio Balzan de la Paz lo recibió Juan XXIII, en 1962, y el segundo la Madre Teresa en 1978, quien un año más tarde recibiría el Premio Nobel de la Paz.
Los galardonados así como las áreas de investigación de los premios las determina un comité internacional al que pertenecen 19 renombrados personajes de ciencias y letras. En 2010 se concedieron los premios Balzan en las siguientes divisiones: en la historia del teatro en todas sus formas de expresión, en la historia de Europa (1400–1700), en las matemáticas puras o aplicadas así como en la biología y la aplicación potencial de células madre.
Los premios se otorgan de forma anual y alternativa en la Accademia Nazionale dei Lincei, en Roma, y en el Parlamento de Suiza, en Berna. El patrimonio de la fundación se administra en Zúrich, Suiza.
El premio Balzan, gracias a su dotación económica (un millón de francos suizos), así como su seriedad científica, es uno de los premios a la ciencia más importantes del mundo. A diferencia de otros galardones, el premio Balzan se entrega cada año a un área diferente.
- Cantidad de premios: máximo de 4 premios al año[2]
- Dotación económica: cada premio 750.000 francos suizos; el premio a la paz se entrega cada 3-7 años y está dotado con 1 millón de francos suizos.
- Áreas: 2 en los campos de las ciencias humanas y sociales, así como arte; 2 en el campo de las ciencias naturales, física, matemáticas y medicina.[2]
- Fomento de las generaciones futuras: Desde 2001 los galardonados deben ceder la mitad del premio a proyectos de investigación de nuevas generaciones en su especialidad.

## Galardonados[3]

### 1961
- Fundación Nobel (SE) – Humanidad, paz y fraternidad entre los pueblos.

### 1962
- Andrei Nikolajewitsch Kolmogorow (URSS) – Matemáticas.
- Karl von Frisch (AUT) – Biología.
- Juan XXIII (IT) – Humanidad, paz y fraternidad entre los pueblos.
- Paul Hindemith (ALE) – Música.
- Samuel Eliot Morison (EE.UU.) – Historia.

### 1978
- Madre Teresa (AL) – Humanidad, paz y fraternidad entre los pueblos.

### 1979
- Ernest Labrousse (FR) y Giuseppe Tucci (IT) – Historia.
- Jean Piaget (SUI) – Ciencias sociales y políticas.
- Torbjörn Caspersson (SE) – Biología.

### 1980
- Enrico Bombieri (IT) – Matemáticas.
- Hassan Fathy (EG) – Arquitectura y planificación urbana.
- Jorge Luis Borges (AR) – Filología, lingüística y crítica literaria.

### 1981
- Dan McKenzie (GB), Drummond Hoyle Matthews (GB) y Frederick Vine (GB) – Geología y geofísica.
- Josef Pieper (ALE) – Filosofía.
- Paul Reuter (FR) – Derecho público internacional.

### 1982
- Jean-Baptiste Duroselle (FR) – Ciencias sociales
- Kenneth Vivian Thimann (GB / EE. UU.) – Botánica pura y aplicada
- Massimo Pallottino (IT) – Arqueología.

### 1983
- Edward Shils (EE. UU.) – Sociología.
- Ernst Mayr (ALE / EE. UU.) – Zoología.
- Francesco Gabrieli (IT) – Orientalismo.

### 1984
- Jan Hendrik Oort (NL) – Astrofísica.
- Jean Starobinski (SUI) – Historia y crítica de la literatura.
- Sewall Wright (EE.UU.) – Genética.

### 1985
- Ernst Gombrich (AUT / GB) – Historia del arte de Occidente.
- Jean-Pierre Serre (FR) – Matemáticas.

### 1986
- Hoher Flüchtlingskommissar der Vereinten Nationen – Humanidad, paz y fraternidad entre los pueblos.
- Jean Rivero (FR) – Derechos básicos de la personalidad.
- Otto Neugebauer (AUT / EE. UU.) – Historia de la ciencia.
- Roger Revelle (EE.UU.) – Oceanografía, climatología.

### 1987
- Jerome Bruner (EE. UU.) – Psicología humana.
- Phillip Tobias (ZA) – Antropología física.
- Richard W. Southern (GB) – Historia de la Edad Media.

### 1988
- Michael Evenari (IL) y Otto Ludwig Lange (ALE) – Botánica aplicada (incluidos aspectos ecológicos)
- René Etiemble (FR) – Literatura comparativa.
- Shmuel N. Eisenstadt (IL) – Sociología.

### 1989
- Emmanuel Levinas (FR / LT) – Filosofía.
- Leo Pardi (IT) – Etología.
- Martin Rees (GB) – Alta energía - Astrofísica.

### 1990
- James Freeman Gilbert (EE. UU.) – Geofísica.
- Pierre Lalive d'Epinay (SUI) – Derecho privado internacional.
- Walter Burkert (ALE) – Arqueología.

### 1991
- Abbé Pierre (FR) – Humanidad, paz y fraternidad entre los pueblos.
- György Ligeti (HU / AUT) – Música.
- John Maynard Smith (GB) – Genética y evolución.
- Vitorino Magalhães Godinho (PT) – Historia: Alzamiento de Europa en los siglos XV y XVI.

### 1992
- Armand Borel (SUI / EE. UU.) – Matemáticas.
- Ebrahim M. Samba (GAM) – Medicina preventiva.
- Giovanni Macchia (IT) – Historia y crítica de la literatura.

### 1993
- Jean Leclant (FR) – Arte y arqueología de la antigüedad.
- Lothar Gall (ALE) – Historia: Sociedades de los siglos XIX y XX.
- Wolfgang H. Berger (ALE / EE.UU.) – Paleontología con especial atención de los aspectos oceanográficos.

### 1994
- Fred Hoyle (GB) y Martin Schwarzschild (ALE / EE. UU.) – Astrofísica (evolución de las estrellas)
- Norberto Bobbio (IT) – Ciencia de derecho y política (gobernabilidad de las democracias).
- René Couteaux (FR) – Biología (estructura de las células, con especial atención del sistema nervioso).

### 1995
- Alan J. Heeger (EE. UU.) – Ciencias de los materiales.
- Carlo Maria Cipolla (IT) – Historia de la ciencia.
- Yves Bonnefoy (FR) – Historia y crítica de la bellas artes en Europa (desde la Edad Media hasta la modernidad).

### 1996
- Arno Borst (ALE) – Historia: Cultura de la Edad Media
- Arnt Eliassen (NO) – Meteorología.
- Comité Internacional de la Cruz Roja – Humanidad, paz y fraternidad entre los pueblos.
- Stanley Hoffmann (AUT / EE. UU. / FR) – Ciencias políticas: Internacionales relaciones actuales.

### 1997
- Charles Gillispie (EE. UU.) – Historia y filosofía de la ciencia.
- Stanley Jeyaraja Tambiah (LK / EE. UU.) – Ciencias sociales: antropología social.
- Thomas Wilson Meade (GB) – Epidemiología.

### 1998
- Andrzej Walicki (PL / EE. UU.) – Historia: Historia social y cultural del mundo eslavo desde Caterina la Grande hasta las Revoluciones Rusas de 1917.
- Harmon Craig (EE. UU.) – Geoquímica.
- Robert May (GB / AU) – Biodiversidad.

### 1999
- John Huxtable Elliott (GB) – Historia vom 16. bis 18. Jahrhundert.
- Luigi Luca Cavalli-Sforza (IT / EE. UU.) – Investigación de ciencias naturales del origen del hombre.
- Michail Gromow (RU / FR) – Matemáticas.
- Paul Ricœur (FR) – Filosofía.

### 2000
- Abdul Sattar Edhi (PAK) – Humanidad, paz y fraternidad entre los pueblos .
- Ilkka Hanski (FI) – Ciencias medioambientales.
- Martin Litchfield West (GB) – Antigüedad clásica.
- Michael Stolleis (ALE) – Historia del derecho de la Edad Moderna
- Michel Mayor (SUI) – Instrumentación y técnicas en astronomía y astrofísica.

### 2001
- Claude Lorius (FR) – climatología.
- James Sloss Ackerman (EE. UU.) – Historia de la arquitectura (incluido urbanismo y diseño de paisajes).
- Jean-Pierre Changeux (FR) – Ciencias neurológicas cognitivas
- Marc Fumaroli (FR) – Historia y crítica de la literatura desde 1500

### 2002
- Anthony Grafton (EE. UU.) – Historia de las Ciencias Humanas
- Dominique Schnapper (FR) – Sociología.
- Walter Jakob Gehring (SUI) – Biología del desarrollo.
- Xavier Le Pichon (FR) – Geología.

### 2003
- Eric Hobsbawm (GB) – Historia europea desde 1900.
- Reinhard Genzel (ALE) – Astronomía infrarroja.
- Serge Moscovici (FR) – Psicología social.
- Wen-Hsiung Li (TW / EE.UU.) – Genética y evolución.

### 2004
- Colin Renfrew (GB) – Arqueología prehistórica.
- Comunidad de Sant'Egidio (IT) – Humanidad, paz y fraternidad entre los pueblos.
- Michael Marmot (GB) – Epidemiología.
- Nikki R. Keddie (EE. UU.) – El mundo islámico desde finales del siglo XIX hasta finales del siglo XX.
- Pierre Deligne (BE) – Matemáticas.

### 2005
- Lothar Ledderose (ALE) – Historia del arte en Asia.
- Peter Hall (GB) – Historia social y cultural urbanísitica desde comienzos del siglo XVI.
- Peter R. Grant y Rosemary Grant (GB) – Biología de la población.
- Russel J. Hemley (EE. UU.) y Ho-kwang Mao (EE.UU. / China) – Física de los minerales.

### 2006
- Ludwig Finscher (ALE) – Historia de la música oriental desde 1600
- Quentin Skinner (GB) – Historia y teoría del pensamiento político.
- Paolo de Bernardis (IT) y Andrew E. Lange (EE. UU.) – Astronomía y astrofísica observacional.
- Elliot Meyerowitz (EE. UU.) y Christopher R. Somerville (EE.UU.) – Genética molecular de las plantas.

### 2007
- Rosalyn Higgins (GB) – Derecho de los pueblos desde 1945
- Sumio Iijima (JP) – Nanociencias.
- Michel Zink (FR) – Literatura europea (1000–1500).
- Jules Hoffmann (FR) y Bruce Beutler (EE. UU.) – Inmunidad innata.
- Karlheinz Böhm (AUT) – Humanidad, paz y fraternidad entre los pueblos.

### 2008
- Maurizio Calvesi (IT) – Historia de las artes plásticas desde 1700
- Thomas Nagel (EE. UU.) – Filosofía práctica.
- Ian H. Frazer (AUS) – medicina preventiva, incl. vacuna.
- Wallace S. Broecker (EE.UU.) – Ciencia del clima: cambio climático.

### 2009
- Terence Cave (GB) – Literatura desde 1500.
- Michael Grätzel (ALE / SUI) – Ciencia de los materiales.
- Brenda Milner (GB / CAN) – Ciencias neurológicas cognitivas.
- Paolo Rossi Monti (IT) – Historia de la ciencia.

### 2010
- Manfred Brauneck (ALE) – Historia del teatro en todas sus formas de expresión
- Carlo Ginzburg (IT) – Historia de Europa (1400–1700)
- Jacob Palis (BRA) – Matemáticas puras o aplicadas
- Shinya Yamanaka (JP) – Biología y aplicaciones potenciales de las células madre

### 2011
- Peter Brown (IRL) – Historia de la antigüedad grecorromana.
- Bronislaw Baczko (PL) – El tiempo de la instrucción.
- Russell Scott Lande (EE. UU.) – Biología teórica o bioinformática.
- Joseph Silk (GB / EE.UU.) – El universo temprano (desde el tiempo de Planck hasta las primeras galaxias).

### 2012
- David Baulcombe (GB) – Epigenética.
- Ronald Dworkin (EE. UU.) – Teoría y filosofía del derecho.
- Kurt Lambeck (AUS) – Ciencias de la tierra sólida.
- Reinhard Strohm (ALE) – Musicología.

### 2013
- Andre Vauchez (FR) - Historia medieval.
- Manuel Castells (ES) - Sociología e internet.
- Alain Aspect (FR) - Procesamiento y comunicación de información cuántica.
- Pascale Cossart (FR) - Enfermedades infecciosas.

### 2014
- Mario Torelli (IT) - Arqueología clásica.
- Ian Hacking (CAN) - Epistemología y filosofía de la mente.
- David Tilman (EE. UU.) - Ecología de las plantas (pura y/o aplicada).
- Dennis Sullivan (EE. UU.) - Matemáticas puras y aplicadas.
- Vivre en Famille (FR) - Humanidad, paz y fraternidad entre los pueblos.

### 2015
- Hans Belting (ALE) - Historia del arte europeo
- Joel Mokyr (EE. UU./ISR) - Historia económica
- Francis Halzen (BE/EE. UU.) - Astrofísica de partículas
- David Karl (EE.UU.) - Oceanografía

### 2016
- Piero Boitani (IT) - Literatura comparativa
- Reinhard Jahn (ALE) - Neurociencia molecular y celular incluyendo aspectos neurodegenerativos y de desarrollo
- Federico Capasso (IT) - Fotónica aplicada
- Robert Keohane (EE.UU.) - Relaciones internacionales: historia y teoría

### 2017
- Aleida Assmann y Jan Assmann (ALE) - Memoria colectiva
- Bina Agarwal (IN/GB) - Estudios de género
- Robert D. Schreiber y James P. Allison (EE. UU.) - Inmunología en la terapia del cáncer
- Michaël Gillon (BE) - Sistema planeatario solar y planetas extrasolares

### 2018
- Jürgen Osterhammel (ALE) - Historia global
- Marilyn Strathern (GB) - Antropología social
- Eva Kondorosi (HU) - Ecología química
- Detlef Lohse (ALE) - Dinámica de fluidos
- Terre des Hommes (SUI) - Humanidad, paz y fraternidad entre los pueblos.

### 2019
- Jacques Aumont (FR) - Filmología
- Michael Cook (GB) - Estudios sobre el islam
- Luigi Ambrosio (IT) - Ecuaciones diferenciales parciales
- Grupo de investigación científica DZL (ALE) - Fisiopatología respiratoria

### 2020
- Antônio Augusto Cançado Trindade (BRA) - Derechos humanos
- Joan Martínez Alier (ES) - Desafíos medioambientales: respuestas desde las ciencias sociales y las humanidades
- Jean-Marie Tarascon (FR) - Desafíos medioambientales: ciencia de los materiales para las energías renovables
- Susan Trumbore (ALE)/(EE. UU.) - Dinámica del sistema terrestre

### 2021
- Jeffrey I. Gordon (EE. UU.) - Microbioma en la salud y la enfermedad.